# Gro Woxholth
Gro Woxholth (1956) è un'ex sciatrice alpina norvegese.

## Biografia
Sciatrice polivalente, la Woxholth agli Europei juniores di Ruhpolding 1973 vinse la medaglia d'oro nello slalom speciale; l'anno dopo ai Mondiali di Sankt Moritz 1974 si classificò 17ª nello slalom speciale e ai Campionati norvegesi vinse la medaglia d'oro nello slalom speciale, quella d'argento nella discesa libera e nella combinata e quella di bronzo nello slalom gigante nel 1974. Non prese parte a rassegne olimpiche e non ottenne piazzamenti di rilievo in Coppa del Mondo; è madre del golfista Espen Kofstad.

## Palmarès

### Europei juniores
- 1 medaglia[2]:
  - 1 oro (slalom speciale a Ruhpolding 1973)

### Campionati norvegesi
- 4 medaglie[senza fonte]:
  - 1 oro (slalom speciale nel 1974)[4]
  - 2 argenti (discesa libera, combinata nel 1974)
  -  1 bronzo (slalom gigante nel 1974)[senza fonte]